# LHS 1140
LHS 1140 è una stella nella costellazione della Balena, situata a circa 40 anni luce dal sistema solare. Nell'aprile del 2017 è stato scoperto un pianeta extrasolare di tipo roccioso orbitare attorno ad essa, situato nella zona abitabile, dove è possibile che esistano le condizioni perché sia presente acqua liquida sulla superficie del pianeta.
La stella è una piccola nana rossa più fredda e meno luminosa del Sole: la sua temperatura superficiale infatti è di poco superiore ai 3000 K, mentre massa e raggio sono rispettivamente il 18 e il 21% di quelli solari.

## Pianeta
LHS 1140 b è un pianeta del tipo super Terra, con un raggio inizialmente stimato del 43% maggiore del raggio terrestre, mentre la sua massa è stimata essere oltre sei volte superiore. È stato scoperto con il metodo del transito tramite il MEarth Project e la notizia è stata pubblicata su Nature nell'aprile 2017. Orbita in circa 25 giorni attorno alla stella madre, dalla quale riceve la metà della radiazione che la Terra riceve dal Sole. Studi successivi hanno indicato un raggio leggermente maggiore, di circa 1,7 R⊕, che viene considerato il limite oltre il quale un pianeta ha probabilmente mantenuto un'atmosfera ricca di elementi volatili come idrogeno ed elio, e non sia effettivamente un pianeta roccioso come le super Terre. Osservazioni future sulla composizione dell'atmosfera con il telescopio spaziale James Webb potrebbero chiarire la reale natura del pianeta.
Nel luglio 2018 uno studio di Feng et al. dopo una rianalisi delle velocità radiali della stella ha suggerito l'esistenza di altri due pianeti orbitanti attorno a LHS 1140, con periodi orbitali di 3,8 e 90 giorni, quest'ultimo ridotto a 78 giorni da uno studio successivo. Il mese successivo all'annuncio di Feng, Ment et al. hanno confermato LHS 1140 c, il pianeta più interno e il più piccolo, che orbita in meno di 4 giorni attorno alla sua stella madre.
LHS 1140 b riceve il 50% della radiazione che la Terra riceve dal Sole e ha una temperatura di equilibrio di 235 K (20 K in meno di quella terrestre) che non tiene conto dell'atmosfera. La natura del pianeta e la sua composizione atmosferica non sono noti e non è quindi possibile sapere quale sia la sua reale temperatura, poiché una consistente atmosfera genererebbe un forte effetto serra, in grado di innalzare sensibilmente temperatura superficiale.
Studi recenti suggeriscono che i pianeti in orbita attorno a nane rosse potrebbero avere una temperatura favorevole per la presenza di acqua liquida in superficie con flussi stellari che vanno da 0,2 a 0,8 masse solari, a seconda dei casi. Secondo lo studio di Jason A. Dittmann et al., il pianeta potrebbe aver passato un periodo in qualche modo simile a quello che sta passando Venere, e a causa della radiazione ultravioletta ricevuta dalla stella nei primi periodi della sua vita, l'acqua evaporò, lasciando un oceano di magma fuso in superficie. Tuttavia, lo stesso oceano di lava esistente un tempo potrebbe aver riportato in seguito l'acqua in superficie, tramite il vapore acqueo evaporato dall'oceano di magma fuso, dopo che la stella, invecchiando, diminuì la sua emissione ultravioletta.
Le ipotesi possono essere diverse, potrebbe anche essere un pianeta oceanico, e come suggeriscono Lillo-Box et al. nel 2020 essere presenti consistenti masse d'acqua, tuttavia secondo alcuni questa potrebbe essere congelata in superficie, rendendo il pianeta simile alla Terra a palla di neve del passato.

## Prospetto del sistema
Sotto un prospetto del sistema di LHS 1140.Sotto un prospetto del sistema di LHS 1140, con due pianeti confermati e un terzo in attesa di conferma. In uno studio del 2023 viene scartata l'ipotesi del terzo pianeta non transitante, inoltre viene ritenuto improbabile che il secondo pianeta sia di tipo roccioso e che probabilmente si tratta o di un mininettuno o di un pianeta oceanico. Con una temperatura di equilibrio di 226 K il pianeta è situato all'interno della zona abitabile, se fosse di tipo oceanico potrebbe avere le condizioni per essere potenzialmente abitabile.
| Pianeta | Tipo        | Massa       | Raggio   | Periodo orb.  | Sem. maggiore | Eccentricità | Incl. orbita | Scoperta |
| ------- | ----------- | ----------- | -------- | ------------- | ------------- | ------------ | ------------ | -------- |
| c       | Super Terra | 1,91 M⊕     | 1,272 r⊕ | 3,778 giorni  | 0,027 UA      | <0,05        | 89,92°       | 2018     |
| b       | Mininettuno | 5,6±0,19 M⊕ | 1,73 r⊕  | 24,737 giorni | 0,0946 UA     | <0,043       | 89,89°       | 2017     |